# U-1192

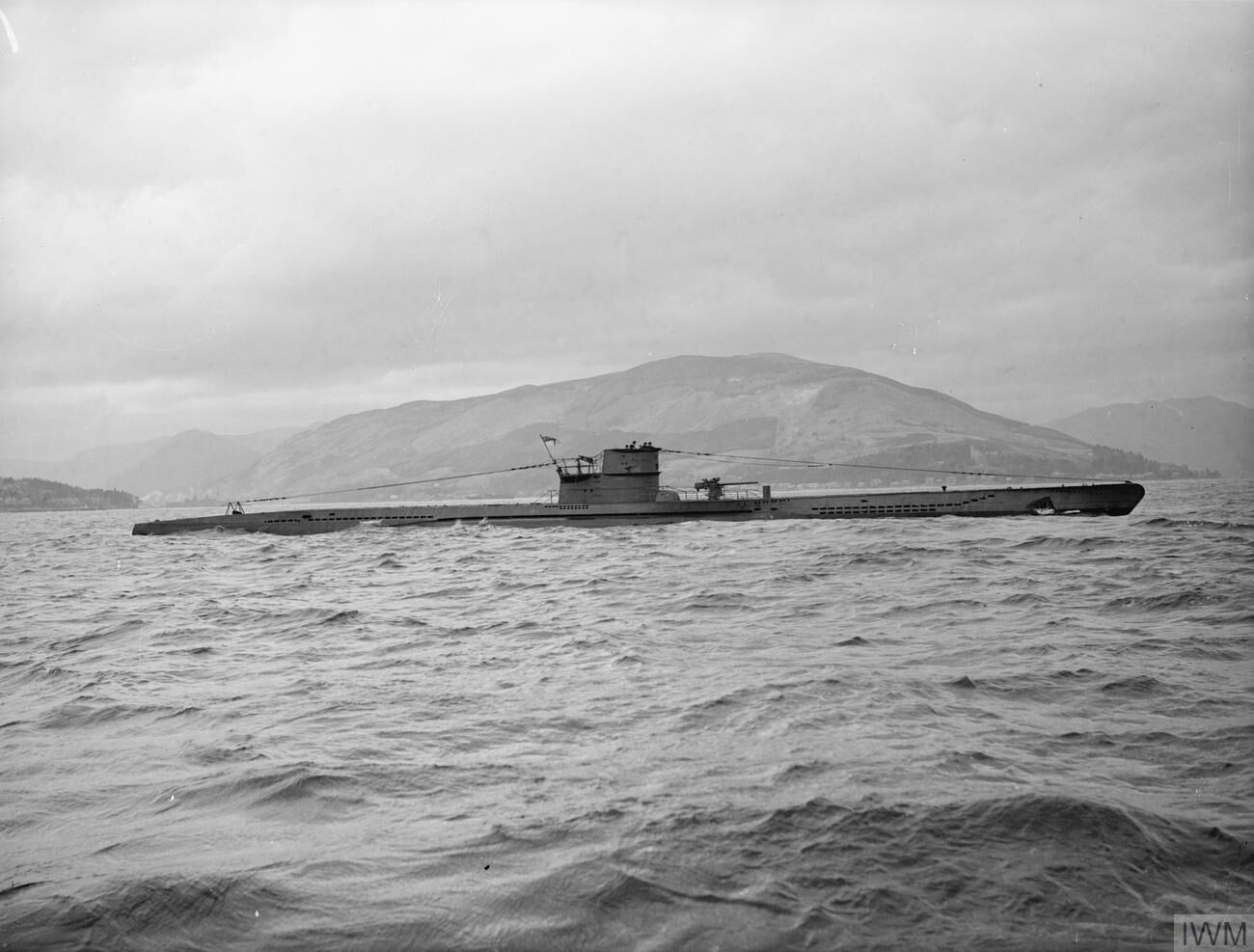
Submarino tipo VIIC U-570, que foi capturado pelos britânicos em 1941. Este submarino é quase idêntico ao U-1192.

Unterseeboot 1192 foi um submarino alemão do Tipo VIIC, pertencente a Kriegsmarine que atuou durante a Segunda Guerra Mundial.

## Comandantes
| Comandante              | Data                                       |
| ----------------------- | ------------------------------------------ |
| Oblt. Herbert Zeissler  | 23 de setembro de 1943 - julho de 1944     |
| Oblt. Erich Jewinski    | julho de 1944 - 21 de dezembro de 1944     |
| Oblt. Karl-Heinz Meenen | 22 de dezembro de 1944 - 5 de maio de 1945 |

## Subordinação
Durante o seu tempo de serviço, esteve subordinado às seguintes flotilhas:
| Período                                       | Flotilha                                  |
| --------------------------------------------- | ----------------------------------------- |
| 23 de setembro de 1943 - 30 de abril de 1944  | 8. Unterseebootsflottille (treinamento)   |
| 1 de maio de 1944 - 31 de julho de 1944       | 7. Unterseebootsflottille (serviço ativo) |
| 1 de agosto de 1944 - 28 de fevereiro de 1945 | 14. Unterseebootsflottille (treinamento)  |
| 1 de março de 1945 - 3 de maio de 1945        | 31. Unterseebootsflottille (treinamento)  |